# Iroda Tuljaganova
Iroda Tuljaganova, accreditata come Iroda Tulyaganova dalla WTA (Tashkent, 7 gennaio 1982), è un'ex tennista uzbeka.

## Biografia
Nel 1999 vinse il torneo di Wimbledon 1999 - Singolare ragazze sconfiggendo in finale Lina Krasnoruckaja con 7–6(3), 6-4 e nello stesso anno vinse anche l'US Open 1999 - Doppio ragazze in coppia con Dája Bedáňová. 
Approdata al professionismo, nel 2000 prese parte alle Olimpiadi estive come singolarista, dove uscì al primo turno. Sempre nel 2000 vinse il Tashkent Open 2000, Singolare femminile battendo in finale l'italiana Francesca Schiavone con 6–3, 2–6, 6–3. Altro titolo conquistato, in coppia con Silvia Farina Elia, quello dell'Internationaux de Strasbourg, edizione del 2001: le due vinsero in finale Amanda Coetzer e Lori McNeil con un punteggio di 6-1, 7-6. Sempre nel 2001 la tennista uzbeka vinse da singolarista i tornei di Vienna e Knokke-Heist (battendo Patty Schnyder e Gala León García nelle rispettive finali).
L'anno dopo, nel 2002, venne sconfitta a fatica da Patty Schnyder all'Open di Francia 2002 - Singolare femminile. Nello stesso anno ai XIV Giochi asiatici ricevette la medaglia d'oro (quella d'argento nell'occasione andò a Tamarine Tanasugarn). Arrivò ad essere 16ª nel ranking WTA il 17 giugno 2002, piazzamento mai raggiunto da alcuna sua connazionale.
Ritiratasi nel 2010, attualmente è il coach della tennista connazionale Akgul Amanmuradova.

## Statistiche

### Risultati in progressione
| Sigla | Risultato               |
| ----- | ----------------------- |
| V     | Vincitore               |
| F     | Finalista               |
| SF    | Semifinalista           |
| O     | Oro olimpico            |
| A     | Argento olimpico        |
| SF    | Bronzo olimpico         |
| QF    | Quarti di Finale        |
| 4T    | Quarto turno            |
| 3T    | Terzo turno             |
| 2T    | Secondo turno           |
| 1T    | Primo turno             |
| RR    | Round Robin             |
| LQ    | Turno di qualificazione |
| A     | Assente                 |
| ND    | Non disputato           |

| Legenda superfici    |
| -------------------- |
| Cemento              |
| Terra battuta        |
| Erba                 |
| Superficie variabile |

#### Singolare nei tornei del Grande Slam
| Torneo          | 2000 | 2001 | 2002 | 2003 | 2004 | 2005 | 2006 | 2007 | 2008 | 2009 | 2010 |
| --------------- | ---- | ---- | ---- | ---- | ---- | ---- | ---- | ---- | ---- | ---- | ---- |
| Australian Open | A    | 1T   | 3T   | 2T   | A    | A    | A    | 1T   | 1T   | A    | A    |
| Open di Francia | A    | 1T   | 3T   | 2T   | A    | A    | A    | A    | A    | A    | A    |
| Wimbledon       | A    | 3T   | 2T   | 3T   | A    | A    | A    | A    | A    | A    | A    |
| US Open         | 2T   | 2T   | 2T   | A    | A    | A    | A    | A    | A    | A    | A    |

#### Doppio nei tornei del Grande Slam
| Torneo          | 2000 | 2001 | 2002 | 2003 | 2004 | 2005 | 2006 | 2007 | 2008 | 2009 | 2010 |
| --------------- | ---- | ---- | ---- | ---- | ---- | ---- | ---- | ---- | ---- | ---- | ---- |
| Australian Open | A    | 1T   | 1T   | A    | A    | A    | A    | A    | A    | A    | A    |
| Open di Francia | 1T   | 1T   | 2T   | 3T   | A    | A    | A    | A    | A    | A    | A    |
| Wimbledon       | A    | 1T   | 2T   | A    | A    | A    | A    | A    | A    | A    | A    |
| US Open         | 1T   | 2T   | 3T   | A    | A    | A    | A    | A    | A    | A    | A    |

#### Doppio misto nei tornei del Grande Slam
| Torneo          | 2000 | 2001 | 2002 | 2003 | 2004 | 2005 | 2006 | 2007 | 2008 | 2009 | 2010 |
| --------------- | ---- | ---- | ---- | ---- | ---- | ---- | ---- | ---- | ---- | ---- | ---- |
| Australian Open | A    | A    | A    | QF   | A    | A    | A    | A    | A    | A    | A    |
| Open di Francia | A    | A    | 1T   | A    | A    | A    | A    | A    | A    | A    | A    |
| Wimbledon       | A    | 1T   | A    | QF   | A    | A    | A    | A    | A    | A    | A    |
| US Open         | A    | A    | 1T   | A    | A    | A    | A    | A    | A    | A    | A    |

## Vittorie contro giocatrici top 10
| Stagione | 2001 | Totale |
| -------- | ---- | ------ |
| Vittorie | 2    | 2      |

| #    | Giocatrice    | Ranking | Evento                     | Superficie  | Turno | Punteggio        | Rank. ITR |
| ---- | ------------- | ------- | -------------------------- | ----------- | ----- | ---------------- | --------- |
| 2001 |               |         |                            |             |       |                  |           |
| 1.   | Kim Clijsters | 6       | Sanex Trophy, Knokke-Heist | Terra rossa | SF    | 6-0, 6–4         | 34        |
| 2.   | Justine Henin | 6       | Generali Ladies Linz, Linz | Cemento (i) | 2T    | 6(1)-7, 6-0, 6-3 | 26        |